# Slobozia (gmina Broscăuți)
Slobozia – wieś w Rumunii, w okręgu Botoszany, w gminie Broscăuți. W 2011 roku liczyła 127 mieszkańców.